# Velimir Khlébnikov
Víktor Vladímirovitx Khlébnikov, rus: Виктор Владимирович Хлебников, més conegut pel seu nom de ploma Velimir Khlébnikov (rus: Велими́р Хле́бников; 9 de novembre [C.J. 28 d'octubre] de 1885 – 28 de juny de 1922), fou un poeta, prosista i dramaturg rus, una de les principals figures de l'avantguarda russa. Fou un dels fundadors del futurisme rus, reformador del llenguatge poètic i experimentador en el camp de la creació de paraules i zaum. En paraules del lingüista estatunidenc Roman Jakobson, que el va conèixer personalment, «ell era, en definitiva,, el més gran poeta del món d'aquest segle [XX]»

## Biografia
Víktor Vladímirovich Khlébnikov va néixer el 1885 a Malie Derbeti, gubèrnia d'Astracan, llavors Imperi Rus (en el que avui és Calmúquia). Era descendent de russos, armenis i cosacs zaporoges. Es va traslladar a Kazan, on va anar a l'escola. Després va anar a l'escola a Sant Petersburg. Amb el temps va deixar l'escola per esdevenir un escriptor a temps complet.
Khlébnikov pertanyia a Guileia, rus: Гилея el grup futurista rus més important, (juntament amb Vladímir Maiakovski, Aleksei Krutxónikh, David Burliuk i Benedikt Lívxits ), però ja havia escrit molts poemes significatius abans que el moviment futurista a Rússia hagués pres forma. Khlébnikov va participar en la publicació de Bufetada a la cara del gust del públic, rus: Пощёчина общественному вкусу, Posxótxina obsxestvennomu vkusu el 1912, on Khlébnikov fou qualificat de «geni i gran poeta del nostre temps».
Khlebnikov és conegut per poemes com "L'exorcisme del riure", rus: Заклятие смехом Zakliatie smekhom, "Bobeobi cantava els llavis", rus: Бобэоби пелись губы, Bobeobi pelis gubi, "Espiadéus" (1908-9) "Serp de trens" (1910), rus: Змей поезда Zmei poiezda, el pròleg de l'òpera futurista Victòria sobre el Sol (1913), rus: Победа над Cолнцем Pobeda nad Solntsem, obres dramàtiques, com "L'error de la mort" (1915), rus: Ошибка Смерти Oixibka smerti, obres en prosa com "Ka" (1915), i l'anomenat "súper-conte" (сверхповесть sverkhpóvest) "Zanguezi", rus: Зангези. Va publicar Miscel·lània, rus: Изборник Izbórnik al voltant de l'any 1914. Kazimir Malévitx i Pàvel Filónov varen coil·lustrar el llibre.
En el seu treball, Khlébnikov va experimentar amb la llengura russa, basant-se en les seves arrels, per inventar un gran nombre de neologismes, a la recerca de significat en les formes i els sons de les lletres individuals de l'alfabet ciríl·lic. Juntament amb Krutxónikh, va crear el zaum.
Va escriure assajos futurològics sobre diversos factors, com ara la possible evolució de la comunicació de masses "La ràdio del futur") i el transport i l'habitatge ("Nosaltres i els nostres edificis"). Descriu un món en el qual les persones viuen i viatgen al voltant en cubicles de vidre mòbils que poden adherir-se a gratacels - igual que els marcs, i en el qual tot el coneixement humà pot ser difós al món mitjançant la ràdio i es mostra de forma automàtica en exposicions com de llibres gegants a les cantonades dels carrers.
En els seus últims anys, Khlébnikov es va fascinar per la mitologia eslava i la numerologia pitagòrica, i va elaborar llargus "Taules del Destí" on descomponia intervals històrics i dates en les funcions dels números 2 i 3.
Khlébnikov va morir mentre es trobava a casa del seu amic Piotr Mitúritx, prop de Kresttsi, al juny de 1922. No hi va haver cap diagnòstic mèdic de la seva última malaltia; patia gangrena i paràlisi (no sembla haver recuperat l'ús de les seves cames després de la seva hospitalització el 1920 a Khàrkiv), i s'ha suggerit que va morir d'enverinament de la sang o toxèmia. Velimir Khlébnikov va ser enterrat al cementiri del poble de Rutxi, raion de Krestetski. El 1960, les restes del poeta van ser traslladades al cementiri de Novodévitxi, a Moscou.
Un planeta menor, 3112 Velimir, descobert per l'astrònom soviètic Nikolai Txernikh el 1977, porta el seu nom.
Alalliscant, amb la cal·ligrafia d'or

de finíssimes vènules,

l'espiadéus va cabdellant xau-xau

dins del cistell del seu panxó

pilots peluts

de raspallengua i llepassons,

mig menjussats pels voravius dels marges.

Píniüm, píniüm, píniüm! — Fa la taral·la l'aliret.

Oh, cignesfera!

Oh, pampallum!